# Bermudas nos Jogos Olímpicos de Verão de 2020
Bermudas deverá competir nos Jogos Olímpicos de Verão de 2020 em Tóquio. Originalmente programados para ocorrerem de 24 de julho a 9 de agosto de 2020, os Jogos foram adiados para 23 de julho a 8 de agosto de 2021, por causa da pandemia COVID-19. Desde a estreia oficial da nação em 1936, atletas bermudianos apareceram em toda edição dos Jogos Olímpicos de Verão, com exceção dos Jogos Olímpicos de Verão de 1980, em Moscou, devido ao apoio parcial da nação ao boicote liderado pelos Estados Unidos.
Bermuda conquistou o primeiro ouro de sua história em Jogos Olímpicos com a triatleta Flora Duffy.

## Medalhistas
| Medalha | Nome        | Esporte | Evento   | Data        |
| ------- | ----------- | ------- | -------- | ----------- |
| Ouro    | Flora Duffy | Triatlo | Feminino | 27 de julho |

## Competidores
Abaixo está a lista do número de competidores nos Jogos.
| Esporte | Masculino | Feminino | Total |
| ------- | --------- | -------- | ----- |
| Remo    | 1         | 0        | 1     |
| Triatlo | 0         | 1        | 1     |
| Total   | 1         | 1        | 2     |

## Remo
Bermudas qualificou um barco no skiff simples para os Jogos, após terminar em terceiro na final B e garantir a segunda de cinco vagas disponíveis pela Regata de Qualificação Olímpica das Américas de 2021 no Rio de Janeiro, Brasil.
| Atleta        | Evento                  | Eliminatórias | Eliminatórias | Repescagem | Repescagem | Quartas-de-final | Quartas-de-final | Semifinais | Semifinais | Final   | Final   |
| Atleta        | Evento                  | Tempo         | Posição       | Tempo      | Posição    | Tempo            | Posição          | Tempo      | Posição    | Tempo   | Posição |
| ------------- | ----------------------- | ------------- | ------------- | ---------- | ---------- | ---------------- | ---------------- | ---------- | ---------- | ------- | ------- |
| Dara Alizadeh | Skiff simples masculino | 7:34.96       | 4 R           | 7:35.90    | 2 QF       | 7:35.73          | 5 SC/D           | 7:11:14    | 3 FC       | 7:09:91 | 18      |

Legenda de Qualificação: FA=Final A (medalha); FB=Final B; FC=Final C; FD=Final D; FE=Final E; FF=Final F; SA/B=Semifinais A/B; SC/D=Semifinais C/D; SE/F=Semifinais E/F; QF=Quartas-de-final; R=Repescagem

## Triatlo
Bermudas inscreveu uma triatleta para os Jogos. Flora Duffy conseguiu uma vaga para o evento feminino baseada na qualificação de atletas individuais pelo Ranking Mundial da ITU. 
| Atleta      | Evento   | Natação (1.5 km) | Trans 1 | Ciclismo (40 km) | Trans 2 | Corrida (10 km) | Tempo   | Posição         |
| ----------- | -------- | ---------------- | ------- | ---------------- | ------- | --------------- | ------- | --------------- |
| Flora Duffy | Feminino | 18:32            | 0:41    | 1:02:49          | 0:34    | 33:00           | 1:55:36 | Medalha de ouro |

## Esporte em que não competirá

### Hipismo
Bermudas qualificou um ginete para a competição olímpica do Adestramento ao terminar entre os quatro melhores, fora das equipes, do Ranking Individual para os Grupos D e E (Américas do Norte, Central e do Sul), o que marcaria o retorno do país ao esporte após uma ausência de oito anos. O país teve de abdicar da vaga próximo aos Jogos, após a lesão do cavalo principal de Annabelle Collins, Joyero, e a falha em obter requisitos de eligibilidade mínima com a nova montaria Chuppy Checker.